# دونالد برايان
دونالد برايان هو ممثل كندي، ولد في 17 فبراير 1877 في كندا، وتوفي في 22 ديسمبر 1948 في الولايات المتحدة.

## وصلات خارجية
- دونالد برايان على موقع IMDb (الإنجليزية)
- دونالد برايان على موقع قاعدة بيانات برودواي على الإنترنت (الإنجليزية)
- دونالد برايان على موقع قاعدة بيانات الفيلم (الإنجليزية)